# VdB 3
vdB 3 est une petite nébuleuse diffuse, visible dans la constellation de Cassiopée.
Elle est située à la frontière avec la constellation de Céphée, à environ un degré au nord-est du complexe nébuleux de NGC 7822. L'étoile centrale illuminant le nuage est une géante rouge de magnitude 8,4, cataloguée HD 3037, dont la lumière donne à la poussière illuminée une couleur orangée. Le système est situé dans le bras d'Orion vers l'extrémité est du complexe de Céphée, à une distance d'un peu moins de 600 parsecs, et se trouve au bord d'un champ d'étoiles de fond très riche, tandis qu'à quelques minutes d'arc à l'ouest se trouvent quelques régions obscures.